# Maxillarieae
La tribu Maxillarieae se encuentra dentro de la subfamilia "Epidendroideae Superior" (la anteriormente subfamilia "Vandoideae"), que pertenece a la familia Orchidaceae (orquídeas).
Cuenta con 70 a 80 géneros con unas 1000 especies; la mayoría crece en la  América tropical como terrestres o epífitas, unas pocas son saprófitas. La mayoría presenta pseudobulbos, pero unas pocas tienen tallos parecidos a cañas o gruesos tallos subterráneos. Las flores tienen 4 polinias.

- Subtribu: Corallorhizinae: todas son saprófitas. 
  - Géneros : Aplectrum, Corallorhiza
- Subtribu: Cryptarrheninae
  - Géneros : Cryptarrhena
- Subtribu: Dichaeinae.
  - Género: Dichaea
- Subtribu: Lycastinae
  - Géneros: Anguloa - Bifrenaria - Horvatia - Ida - Lycaste - Neomoorea - Rudolfiella - Teuscheria - Xylobium - Zylobium
- Subtribu: Maxillariinae: la mayor subtribu con casi la mitad de las especies de todas las tribus. Las hojas coriáceas son conduplicadas, p.e. adosadas juntas a lo largo.
  - Géneros: Anthosiphon - Chrysocycnis - Cryptocentrum - Cyrtidiorchis - Maxillaria - Mormolyca - Pityphyllum - Trigonidium
- Subtribu: Oncidiinae
  - Alianza: Oncidium
    - Géneros: Ada - Aspasia - Brassia - Cochlioda - Miltonia - Miltoniopsis - Odontoglossum - Oncidium (most)

  - Alianza: Trichocentrum
    - Géneros: Trichocentrum

  - Alianza: Comparettia
    - Géneros:  Tolumnia - Comparettia - Rodriguezia

  - Alianza: 'Trichophilia
    - Géneros: Notylia - Psychopsis - Trichopilia

  - Alianza: Lockhartia
    - Géneros: Lockhartia

  - Alianza: sin asignar
    - Géneros: Amparoa - Antillanorchis - Baptistonia - Binotia - Braasiella - Brachtia - Buesiella - Capanemia - Caucaea - Chelyorchis - Cischweinfia - Cuitlauzina - Cypholoron - Cyrtochilum - Diadenium - Dignathe - Erycina - Fernandezia - Gomesa - Helcia - Hispaniella - Hybochilus - Ionopsis - Konantzia - Lemboglossum - Leochilus - Leucohyle - Lophiaris - Macradenia - Macroclinium - Mesoglossum - Mesospinidium - Mexicoa - Miltonioides - Neodryas - Neokoehleria - Olgasis - Oliveriana - Ornithophora - Osmoglossum - Otoglossum - Pachyphyllum - Palumbina - Papperitzia - Plectrophora - Polyotidium - Psychopsiella - Psygmorchis - Pterostemma - Quekettia - Raycadenco - Rhynchostele - Rodrigueziella - Rodrigueziopsis - Rossioglossum - Rusbyella - Sanderella - Saundersia - Scelochilus - Sigmatostalix - Solenidiopsis - Solenidium - Stictophyllum - Suarezia - Sutrina - Symphyglossum - Systeloglossum - Ticoglossum - Tolumnia - Trizeuxis - Warmingia - Zelenkoa

  - Alianza: Híbridos
    - Géneros: Aliceara - Bakerara - Beallara - Brassidium - Burrageara - Colmanara - Degarmoara - Howeara - Maclellanara - Miltassia - Miltonidium - Odontobrassia - Odontocidium - Odontonia - Rodricidium - Trichocidium - Vuylstekeara - Wilsonara
- Subtribu Ornithocephalinae.
  - Géneros:  Caluera - Centroglossa - Chytroglossa - Dipteranthus - Dunstervillea - Eloyella - Hintonella - Ornithocephalus - Phymatidium - Platyrhiza - Rauhiella - Sphyrastylis - Thysanoglossa - Zygostates
- Subtribu: Stanhopeinae
  - Géneros: Acineta - Braemia - Cirrhaea - Coeliopsis - Coryanthes - Embreea - Gongora - Horichia - Houlletia - Jennyella - Kegeliella - Lacaena - Lueddemannia - Lycomormium - Paphinia - Peristeria - Polycycnis - Schlimmia - Sievekingia - Soterosanthus - Stanhopea - Trevoria - Vasqueziella
- Subtribu: Telipogoninae
  - Géneros: Hofmeisterella - Stellilabium - Telipogon - Trichoceros

- Subtribu: Zygopetalinae  : unas 150 especies. La mayoría de los híbridos de exhibición se encuentran en esta subtribu. 
  - Alianza: Warrea
    - Géneros:  Otostylis - Warrea

  - Alianza: Zygopetalum
    - Géneros: Aganisia - Batemannia - Cheiradenia - Chondrorhyncha - Colax - Pabstia - Promenaea - Zygopetalum

  - Alianza: Bollea
    - Géneros: Bollea - Chondrorhyncha - Cochleanthes - Huntleya - Kefersteinia - Pescatoria - Stenia

  - Alianza: Vargasiella
    - Géneros: Vargasiella

  - Alianza: sin asignar
    - Géneros: Benzingia - Chaubardia - Chaubardiella - Dodsonia - Galeottia - Hoehneella - Koellensteinia - Neogardneria - Paradisanthus - Scuticaria - Warreella - Warreopsis - Zygosepalum

  - Híbridos
    - Géneros:Aitkenara - Bateostylis - Bollopetalum - Chondrobollea - Cochella - Cochlecaste - Cochlenia - Cochlepetalum - Downsara - Durutyara - Hamelwellsara - Huntleanthes - Kanzerara - Keferanthes - Lancebirkara - Otocolax - Otonisia - Palmerara - Rotorara - Zygocaste - Zygolum - Zygonisia - Zygostylis